# دوروتی کویا
دوروتی کویا (Dorothy Kuya) (آوریل ۱۹۳۲–۲۳ سپتامبر ۲۰۱۳)، یک کمونیست، فعال حقوق بشر بریتانیایی اهل لیورپول، یکی از بنیان‌گذاران جنبش معلمان علیه نژادپرستی (TAR) و دبیرکل مجمع ملی زنان (NAW) بود. او از اعضای دائمی حزب کمونیست بریتانیای کبیر (CPGB) بود و همچنین به دلیل نخستین افسر روابط اجتماعی لیورپول و رهبری مبارزه با موفقیت برای تأسیس موزهٔ بین‌المللی برده‌داری لیورپول به شهرت بیشتری رسید. کویا در اواسط دههٔ ۱۹۸۰ به عنوان رئیس انجمن مسکن‌سازی لندن، یوجیما تعیین شد و این سازمان را به بزرگ‌ترین شرکت تحت رهبری سیاه‌پوستان تبدیل کرد.
او از سوی رئیس موزهٔ ملی لیورپول به عنوان بزرگ‌ترین مبارز لیورپول علیه نژادپرستی و تعصب نژادی «و یکی از چهره‌های اثرگذار در راستای مبارزه علیه نابرابری» توصیف شد.

## اوایل زندگی
دوروتی کویا در آوریل سال ۱۹۳۲ در شهر لیورپول چشم به جهان گشود. پدرش مردی سیاه‌پوست اهل سیرالئون و مادرش یک زن سفیدپوست بریتانیایی و از بومیان لیورپول بود. پدر او ناپدید شد و مادرش با مرد جوان نیجریه‌ای که دوروتی او را پدرش می‌دانست و نام دوم او «کویا» را بر خود گذاشت، دوباره ازدواج کرد. دوروتی کویا در منطقهٔ لیورپول-۸ بزرگ شد؛ ناحیهٔ طبقهٔ کارگر و یکی از قدیمی‌ترین محلات سیاه‌پوستان در انگلستان بود. خانوادهٔ کویا و همسایگان آن‌ها از تبعیض نژادی و بدترین روش زندگی و بیکاری در این شهر رنج می‌بردند. کویا با یادآوری از دوران کودکی خود می‌گوید: «با تحمل سختی شما می‌توانید یک چهرهٔ سیاهی را در مرکز شهر لیورپول پیدا کنید که تنها ۲۰ دقیقه با پای پیاده فاصله دارد». باوجود فقر شدید، افراد جامعه باهم درآمیخته شده بودند و کلوپ‌های اجتماعی فعال، بازتاب‌دهندهٔ تنوع فرهنگی ساکنان آن بود.
فقر، نژادپرستی و بیکاری که کویا هنگام بزرگ شدنش در شهر لیورپول تجربه کرد، او را واداشت تا یک کمونیست شود. او به عنوان یک نوجوان در دههٔ ۱۹۴۰، به حزب کمونیست بریتانیای کبیر (CPGB) و شاخهٔ جوانان آن «اتحادیهٔ جوانان کمونیست» (YCL) پیوست. او سپس به یک عضو فعال این اتحادیه تبدیل شد و روزنامهٔ دیلی ورکر (Daily Worker) را در جاده‌های شهر لیورپول به فروش می‌رساند و در جلسات و نشست‌های حزب کمونیست سخنرانی می‌کرد. یکی از افتخارآمیزترین خاطرات او از فعالیت‌اش به عنوان عضو جوان «اتحادیهٔ جوانان کمونیست» و «حزب کمونیست بریتانیای کبیر» بدرقه و استقبال با یک دسته گل از پل روبسن، رهبر حقوق مدنی آمریکا در جریان دیدارش در سال ۱۹۴۹ از بریتانیا بود. کار کردن با «حزب کمونیست بریتانیای کبیر» همچنین باعث شد تا او با پابلو پیکاسو که مهمان کمونیست‌های بریتانیا بود، در تماس شود.

## بزرگسالی
کویا در ادامه درس خواند تا یک پرستار و سپس معلم شود. او به شهر لندن رفت تا در مدرسهٔ شمال لندن تدریس کند و سپس به شاخهٔ محلی «حزب کمونیست بریتانیای کبیر» پیوست. کویا در دوران معلم بودنش در لندن با معلم همکار و کمونیست خود بریجت هریس، آشنا شد و هردو سازمان معلمان علیه نژادپرستی را تأسیس کردند. کویا همچنین با یک کمونیست دیگر به نام کین فورج دوست شد که او نیز مانند کویا پس از تجربهٔ نژادپرستی ضد سیاه‌پوستان در بریتانیا به «حزب کمونیست بریتانیای کبیر» پیوسته بود. فورج در همکاری با کویا توانست مرکز مطالعات سیاه‌پوستان را در یک مدرسهٔ بزرگ در جنوب لندن تأسیس نماید. علاوه بر این، کویا با وینی روز، فعال حقوق سیاه‌پوستان آمریکایی نیز دوست و آشنا شد.
او با یک مجلهٔ علمی و اثرگذار به نام «دندان‌های اژدها» رابطه‌ای نزدیک پیدا کرد؛ این مجله موضوعات تحقیقاتی را در مورد نژادپرستی و تبعیض جنسیتی در کتاب‌های کودکان منتشر می‌کرد و همچنین بدیل‌هایی را نیز برای آنان پیشنهاد می‌نمود. او از تأمین رابطه‌اش با این مجله، توانست واحد آگاهی‌دهی نژادپرستی را در همکاری مالی با شورای لندن بزرگ تأسیس نماید. کویا همچنین عضو فعال مجمع ملی زنان (NAW) بود و تلاش می‌کرد فعالیت ضدنژادپرستی باید در خط مقدم مبارزات آن‌ها باقی بماند، همین بود که او سرانجام به عنوان دبیرکل این نهاد برگزیده شد. تلاش‌ها و کوشش‌های کویا در راستای مطالعهٔ نژادپرستی بریتانیا در نشریهٔ کمونیستی سیاه و آبی: نژادپرستی و حکومت پلیسی گنجانیده شد. در طول دههٔ ۱۹۸۰، کویا رئیس شورای تساوی نژادی هرینگی شد و از نزدیک با برنی گرانت، نمایندهٔ حزب کارگر کار کرد.
دوروتی کویا در اواسط دههٔ ۱۹۸۰ رئیس انجمن مسکن‌سازی لندن یوجیما شد و در دوران تصدی این پست، سازمان را به بزرگ‌ترین شرکت تحت رهبری سیاه‌پوستان تبدیل کرد.

### بازگشت به لیورپول
دوروتی کویا برای زندگی به لیورپول برگشت و در محلهٔ لیورپول-۸ که بزرگ شده بود خانه‌ای خرید. کویا روزنه مطالعات تاریخ برده‌داری لیورپول را ایجاد و آن را رهبری نمود و در جست‌وجوی این بود تا تاریخچه‌های پنهان در این شهر را کشف و آشکار سازد. او در این مدت تمام وقت خود را صرف فعالیت‌های ضدنژادپرستی کرد و تلاش نمود تا موزهٔ برده‌داری را در شهر اصلی خود، لیورپول ایجاد نماید؛ شهری که به‌شدت درگیر موضوع تجارت برده در اقیانوس اطلس بود. کارزار و مبارزهٔ او موفقیت‌آمیز بود و او نقش کلیدی در طرح و توسعهٔ موزهٔ بین‌المللی برده‌داری لیورپول بازی کرد که در ماه اوت سال ۲۰۰۷ میلادی افتتاح شد. به گفتهٔ زندگی‌نامه‌نویسان، دوروتی کویا از «افتتاح موزهٔ برده‌داری بی‌نهایت خرسند شد» و موزه را «تکریمِ بر دیدگاه و عزم» نامید.

## مرگ و میراث
کویا پس از مبارزات طولانی و نفس‌گیر سرانجام در ۲۳ دسامبر سال ۲۰۱۳ میلادی چشم از جهان فروبست.
او پس از این‌که درگذشت، به عنوان یکی از تأثیرگذارترین فعالان لیورپول و یکی از موفق‌ترین مبارزان ضدنژادپرستی در انگلستان شناخته شده‌است.
حزب کمونیست بریتانیای کبیر که به حزب کمونیست بریتانیا تبدیل شده بود، دوروتی کویا را «یکی از مهم‌ترین اعضای سیاه‌پوست حزب کمونیست از دههٔ ۱۹۴۰ تا ۱۹۸۰» می‌داند.
لویی جولین روزنامه‌نگار، دوروتی کویا را «دختر لیورپول» و «یک مبارز خستگی‌ناپذیر علیه تبعیض و نژادپرستی» توصیف کرد.

### همایش‌های یادبود سالانه
موزهٔ ملی لیورپول برای پاسداری و افتخار میراث دوروتی کویا، نام «همایش روز یادبود از برده‌داری» سالانه خود را به «همایش یادبود برده‌داری دوروتی کویا» تغییر داد. در سال ۲۰۱۵، نوادهٔ نلسون ماندلا قرار بود در این همایش سالانه سخنرانی کند، اما او به دلیل موضوع خانوادگی نتوانست در آن شرکت ورزد. در سال ۲۰۱۶، اکالا، فعال، نویسنده و موسیقی‌دان سیاه‌پوست اهل انگلستان در مورد انقلاب هائیتی سخنرانی کرد.

### تالار دانشگاه لیورپول
در سال ۲۰۱۲ تالاری مربوط به دانشگاه لیورپول که قبلاً با نام «تالار گلادستون» شناخته می‌شد به نام دوروتی کویا تغییر یافت. تالار گلدستون اساساً به نام نخست‌وزیر پیشین بریتانیا، ویلیام یوئرت گلدستون که خانواده‌اش از طریق تجارت برده‌ها ثروتمند شده بودند، نام‌گذاری شده بود. در نظرسنجی که صورت گرفت، بیش از ۴۴۶۵ دانشجوی دانشگاه لیورپول برای گزینش نام چهره‌ای تاریخی که می‌تواند جایگزینی خوب برای نام گلدستون باشد رأی دادند. در نتیجه دوروتی بیشترین رأی را کسب کرد. دانشگاه لیورپول کویا را به عنوان «مبارز خستگی‌ناپذیر در راستای تساوی نژادی» توصیف کرد. این دانشگاه همچنین در ماه آوریل سال ۲۰۲۱ میلادی وعده داد که به‌زودی و پیش از آغاز سال جدید تحصیلی لوح یادبودی از دوروتی را نصب خواهد کرد.